# Nekschild

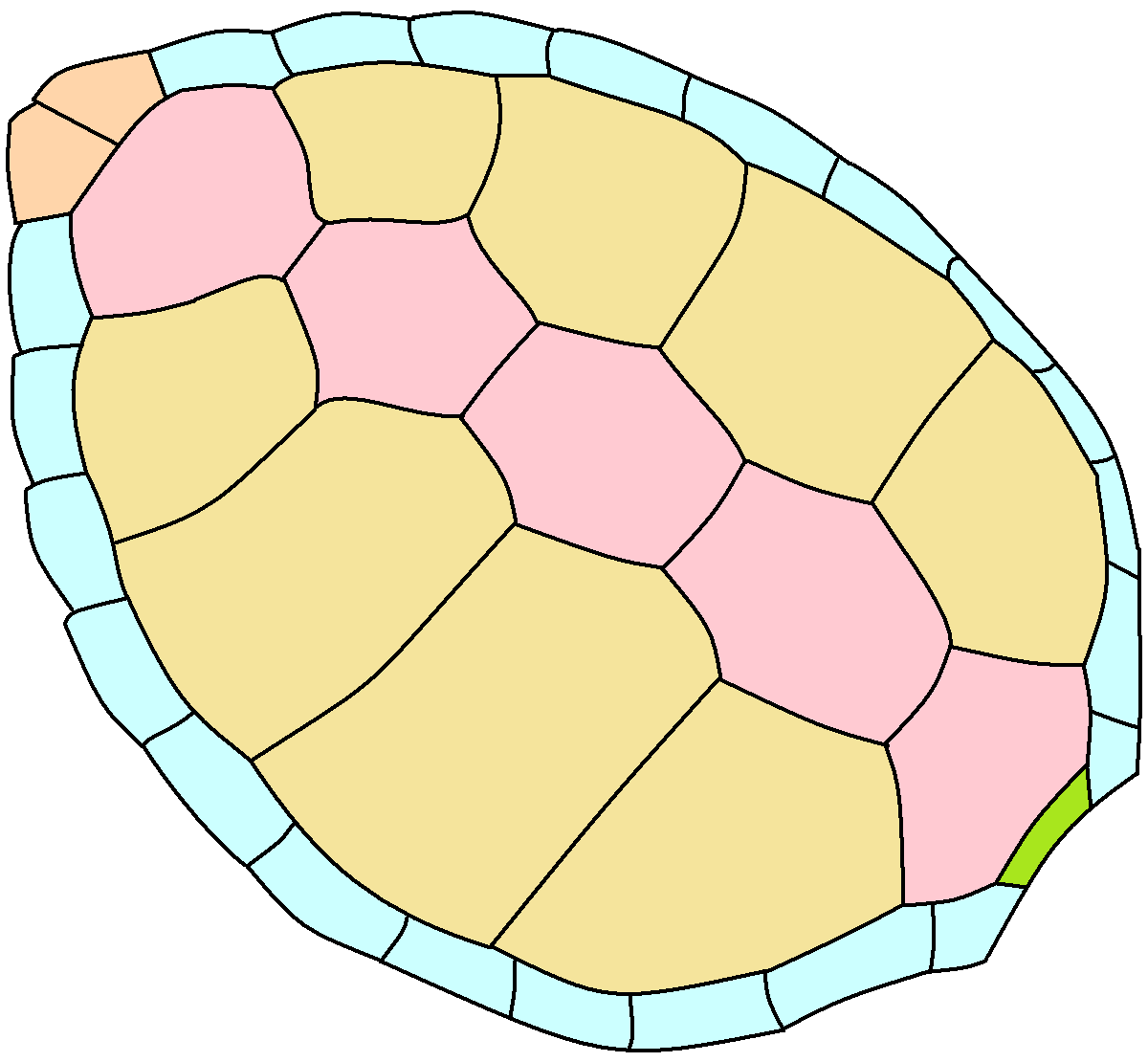
Hoornschilden van de soepschildpad

Het nekschild, ook wel nuchaalschild of cervicaalschild (mv:nuchalia), is een van de hoornschilden aan het rugschild van een schildpad. Het nekschild is meestal ongepaard maar kan ook gepaard zijn en kan zelfs geheel ontbreken zoals bij de witborstdoosschildpad (Pelusios adansonii). De vorm en grootte van het nekschild is een belangrijk determinatiekenmerk en verschilt per soort.
Op de afbeelding rechts is het nekschild aangegeven met een groene kleur.